# 賀銘年
賀銘年（法語：Antoine Hamelin；1991年6月11日—），是法國騎師。

## 簡歷
賀銘年是法國騎師，於2009年開始在法國展開策騎生涯，並在翌季畢業成為自由身騎師。他在法國夥拍「巴黎市郊」合作無間，攻下多項分級賽錦標，當中包括勇奪2012年法國打吡大賽。賀銘年騎功硬朗，在法國策騎多年來成績穩定，2019年度馬季他便贏得71場頭馬，從騎以來他分別於法國、英國、德國及香港均錄得頭馬紀錄。 

## 在港主要策騎事跡

### 2012/2013年度馬季
2012年12月9日，賀銘年於浪琴表香港國際賽事首度到港客串，並即憑策騎法國代表馬匹「巴黎市郊」的香港盃，首度在港只得第十名。

### 2019/2020年度馬季
2020年，受2019新型冠狀病毒影響，歐洲各地馬場均關閉暫停賽事，而法國亦因疫情需要暫停所有賽馬賽事，令賀銘年決定來港發展。
2020年3月25日，賀銘年獲香港賽馬會牌照委員會發出牌照，准許他由2020年3月25日至2019/2020年度馬季結束為止在港上陣策騎。不過，由於他需接受14天強制檢疫，故他在4月12日方可開始策騎出賽。較早前，因為騎師利敬國被撤銷牌照。
2020年4月12日，賀銘年首度以馬會騎師身份在沙田馬場上陣，首天他策騎「盛唐文心」、「得意」、「多多利高」、「齊勝利」、「好友利」、「神龍駒」、「大俠士」、「利害了」及「最合拍」九匹坐騎出戰，當天他取得上佳成績，先在第七場賽事策騎徐雨石馬房的「好友利」，坐騎在他胯下於比賽尾段力策下，最終以頸位之先險勝「金碧科」，打開在港勝利之門。其後在第九場賽事，賀銘年夥拍沈集成馬房的「大俠士」一放到底而回再下一城，首天在港上陣便起孖而回。
2020年5月13日，賀銘年於跑馬地馬場先後憑策騎「得賞」及「超趣」勝出，全晚累積34分，以2分之差擊敗潘頓，在港首度封騎師王。
截至5月17日，賀銘年在港上陣短短一個月已經贏得12場頭馬，成縝甚佳。他亦向傳媒表示自己享受在港策騎，更希望留港作長線發展，並會申請2020/2021年度馬會騎師牌照。

### 2020/2021年度馬季
2020年6月5日，賀銘年獲香港賽馬會牌照委員會發出2020/2021年度馬季全季馬會騎師牌照，令他得以在港作長期策騎發展。

2021年1月17日，賀銘年於沙田馬場大發神威，他先後憑策騎「金莊令」、「齊齊友福」、「平海掌星」、「超霸神駒」及「疾風明駒」勝出豪取五捷，在港首度單日五捷外，並以60分封騎師王。

### 2024/2025年度馬季
2024年12月22日，賀銘年在沙田馬場憑策騎蔡約翰馬房的「精算暴雪」勝出，贏得個人在港發展以來第100場頭馬。賀銘年在馬季結束後離開香港，重返他以見習騎師身分出道的地方法國，繼續策騎生涯。

## 主要勝出賽事
法國
- 法國打吡大賽 - (1) - 巴黎市郊（英语：Saonois） (2012)

- 尼爾錦標（英语：Prix Niel） - (1) - 巴黎市郊（英语：Saonois） (2012)

- 邁松拉菲特準則大賽（英语：Critérium de Maisons-Laffitte） - (1) - 	Penny's Picnic (2012)

- 力量錦標（英语：Prix La Force） - (1) - 巴黎市郊（英语：Saonois） (2012)

- 巴比維爾錦標（英语：Prix de Barbeville） - (1) - 優勝路 (2012)

- 小蓋錦標（英语：Prix du Petit Couvert） - (1) - Dibajj (2013)

- 迷人夜色錦標（英语：Prix Belle de Nuit） - (1) - Modern Eagle (2013)

- 高濱錦標 - (1) - Pink Gin (2012) [7]

- 芬蘭錦標 - (1) - Ighraa (2013) [8]

- 朗格多克準則大賽 - (1) - Calling Out (2013)[9]

- 塞納河錦標 - (1) - Ball Dancing (2014) [10]

- 里昂準則錦標 - (1) - Gomati (2014)[11]

- 玫瑰錦標 - (1) - Princess Charm (2015)[12]

- 紹博錦標 - (1) - Yaazy (2015) [13]

- 波爾多大賽 - (1) - Shutterbug (2016) [14]

- 拉佛萊什錦標（英语：Prix La Flèche） - (1) -  真呼籲 (2019)

 英國
- 奧爾巴尼錦標（英语：Albany Stakes (Great Britain)） - (1) - 鶴立雞群 (2017)

 香港
- 香港足球會百週年紀念盃 - (1) - 辣得金 (2025)

## 在港策騎成績
| 年度        | 冠  | 亞  | 季  | 殿  | 第五 | 出賽次數 | 所贏獎金（港元） | 備註                              |
| ----------- | --- | --- | --- | --- | ---- | -------- | ---------------- | --------------------------------- |
| 2012 - 2013 | 0   | 0   | 0   | 0   | 0    | 1        | $ 0              | 客串國際賽日賽事                  |
| 2019 - 2020 | 17  | 17  | 16  | 24  | 24   | 227      | $ 21,594,370     | 客串策騎 (由2020年4月至2020年7月) |
| 2020 - 2021 | 27  | 31  | 43  | 44  | 49   | 538      | $ 43,972,750     | 策騎首季                          |
| 2021 - 2022 | 16  | 23  | 32  | 31  | 32   | 438      | $ 31,015,600     | 第2季                             |
| 2022 - 2023 | 19  | 19  | 25  | 25  | 24   | 391      | $ 26,593,625     | 第3季                             |
| 2023 - 2024 | 20  | 23  | 29  | 23  | 24   | 370      | $ 34,176,562.5   | 第4季                             |
| 2024 - 2025 | 12  | 16  | 21  | 24  | 25   | 273      | $ 21,704,025     | 第5季                             |
| 總計        | 111 | 128 | 166 | 171 | 178  | 2,238    | $ 179,056,933    |                                   |

## 在港策騎資料
|                | 日期          | 賽事                                      | 場地 | 馬場     | 馬名     | 練馬師   | 名次 | 獨贏賠率 |
| -------------- | ------------- | ----------------------------------------- | ---- | -------- | -------- | -------- | ---- | -------- |
| 初出賽         | 2012年12月9日 | 一級賽 - 2000米（香港盃）                 | 草地 | 沙田馬場 | 巴黎市郊 | 顧永賢   | 10   | 6.9      |
| 首勝利         | 2020年4月12日 | 第四班 - 1400米                           | 草地 | 沙田馬場 | 好友利   | 徐雨石   | 1    | 4.3      |
| 級際賽初出賽   | 2012年12月9日 | 一級賽 - 2000米（香港盃）                 | 草地 | 沙田馬場 | 巴黎市郊 | 顧永賢   | 10   | 6.9      |
| 級際賽首勝利   | —             | —                                         | —    | —        | —        | —        | —    | —        |
| 一級賽初出賽   | 2012年12月9日 | 一級賽 - 2000米（香港盃）                 | 草地 | 沙田馬場 | 巴黎市郊 | 顧永賢   | 10   | 6.9      |
| 一級賽首勝利   | —             | —                                         | —    | —        | —        | —        | —    | —        |
| 四歲系列初出賽 | 2021年1月24日 | 四歲系列經典賽 - 1600米（香港經典一哩賽） | 草地 | 沙田馬場 | 皇者峰範 | 大衛希斯 | 8    | 244      |
| 四歲系列首勝利 | —             | —                                         | —    | —        | —        | —        | —    | —        |

## 綽號
賀銘年被香港馬迷及傳媒稱為「後勁年」，是因為他在港策騎後上馬時特別出色，往往坐騎在他胯下沿途仍然處於較後位置，但在直路衝刺階段卻能在他力策下交出甚佳反應而贏馬而回。如「飈驥」、「隨我來」、「銀紙」、「得賞」、「超趣」及「齊齊友福」等均是在他胯下於直路從大外欄後上一攻而破的坐騎。

## 個人生活
2022年10月8日，賀銘年向傳媒透露，其女友已經懷孕8個月，最終她在2022年12月17日誕下一名兒子，並改名為Mathéo。